# Warden (Sudafrica)
Warden è un centro abitato del Sudafrica, situato nella provincia dello Stato libero. 